# 小高直樹
小高 直樹（こたか なおき、こだか なおき）は、日本の作曲家・編曲家。大同大学情報学部情報デザイン学科教授。名古屋音楽大学音楽学科コンピュータミュージック講師。日本作編曲家協会（JCAA）会員。
愛知県立芸術大学音楽学部音楽科作曲専攻卒業。1980年代から1990年代にかけて、サン電子株式会社（ブランド名「SUNSOFT」）から発売されたゲームソフトの音楽を手掛けた。スタッフクレジットでは「N. Kodaka」「Kodaka-san」などと表記されている。近年は、大同大学などで後進の指導に当たっている。

## 作品

### ゲーム
サンソフト
- アトランチスの謎（1986年4月26日、サンソフト、FC）
- デッド・ゾーン（1986年11月20日、FCD）ミュージック
- マドゥーラの翼（1986年12月18日、FC）
- 上海（1987年12月4日、FC）
- リップルアイランド（1988年1月23日、FC）
- 超惑星戦記 メタファイト（1988年6月17日、FC）ミュージックコンポーザー
- なんきんのアドベンチア（1988年12月9日、FCD）おんがく
- アフターバーナー（1989年3月30日、FC）ミュージック
- バットマン（1989年12月22日、FC）サウンド
- バットマン（1990年4月13日、GB）サウンド
- バットマン（1990年7月27日、MD）ミュージック
- ラフワールド（1990年8月10日、FC）ミュージック
- なんてったって!!ベースボール（1990年10月26日、FC）
- グレムリン2 新・種・誕・生（1990年12月14日、FC）サウンドプログラム
- グレムリン2 The New Batch（1990年12月21日、GB）ミュージック
- へべれけ（1991年9月20日、FC）ミュージック
- バトルフォーミュラ（1991年9月27日、FC）ミュージック
- ダイナマイト バットマン（1991年12月20日、FC）サウンドプログラム
- スーパーファンタジーゾーン（1992年1月14日、MD）サウンド
- アルバートオデッセイ（1993年3月5日、SFC）ミュージック
- すごいへべれけ（1994年3月11日、SFC）
- アルバートオデッセイ2 邪神の胎動（1994年12月22日、SFC）ミュージックコンポーザー
- アルバートオデッセイ外伝 LEGEND OF ELDEAN（1996年8月9日、SS）ミュージックコンポーザー
- わくわく7（1996年、ネオジオ）スペシャルサンクス
- アウトライブ Be Eliminate Yesterday（1997年7月24日、PS）サウンドプロデューサー／作曲・編曲

### その他
- 虫虫の詩 RAINFOREST STORY（2002年1月25日、ハピネット・ピクチャーズ、エデュテイメントDVD）音楽